# オールナイトニッポンR よしもと浅草花月
オールナイトニッポンR よしもと浅草花月は、ニッポン放送の深夜番組オールナイトニッポンRで放送されていたラジオ番組。

## パーソナリティ
- 飯田浩司（ニッポン放送アナウンサー）
  - 2009年12月4日の放送は飯田の体調不良により五戸美樹が代役となった。

## 概要
よしもと浅草花月を会場に、よしもとクリエイティブ・エージェンシー所属の芸人が漫才・コント・漫談などを披露する。28時台前半には、浅草にある店舗を紹介しつつ飯田アナとよしもと芸人がトークするコーナー「オールナイトニッポンミニ in 浅草」もある。
放送日
1. 2009年4月25日
2. 2009年5月30日
3. 2009年6月27日
4. 2009年7月25日
5. 2009年8月29日
6. 2009年9月26日
7. 2009年10月31日
8. 2009年11月6日
9. 2009年12月4日
10. 2010年1月1日
11. 2010年2月5日
12. 2010年3月5日

開始当初から2009年10月までは毎月最終土曜日に放送されていた。11月からは毎月第1金曜日に変更となりニッポン放送のみ2時間の放送に変わったが、ほとんどの放送局でネットワークの関係で打ち切りになった。

## 放送時間
※★は最終回より前に放送を終了した放送局。

### 27:00〜29:00
- ニッポン放送（土曜時代は27:00〜28:30までの放送だった）
- STVラジオ
- 茨城放送
- 栃木放送
- KBS京都
- 九州朝日放送

### 27:00〜28:00
- IBC岩手放送 ★
- 山形放送 ★
- 山梨放送 ★
- 信越放送 ★
- 福井放送 ★
- 中部日本放送
- 和歌山放送 ★
- 山口放送 ★
- 西日本放送
- 南海放送
- 四国放送 ★
- 高知放送
- 長崎放送 ★
- 熊本放送 ★
- 宮崎放送（2009年10月31日のみの放送） ★
- 南日本放送 ★